# Chilla Saroda Bangar
Chilla Saroda Bangar è una suddivisione dell'India, classificata come census town, di 65.969 abitanti, situata nel distretto di Delhi Est, nello territorio federato di Delhi. In base al numero di abitanti la città rientra nella classe II (da 50.000 a 99.999 persone).

## Geografia fisica
La città è situata a 28° 35' 45 N e 77° 18' 06 E.

## Società

### Evoluzione demografica
Al censimento del 2001 la popolazione di Chilla Saroda Bangar assommava a 65.969 persone, delle quali 36.978 maschi e 28.991 femmine. I bambini di età inferiore o uguale ai sei anni assommavano a 10.326, dei quali 5.563 maschi e 4.763 femmine. Infine, coloro che erano in grado di saper almeno leggere e scrivere erano 45.994, dei quali 28.064 maschi e 17.930 femmine.